# Чакира
Чакира (исп. Chaquira) — украшение индейцев Колумбии, Эквадора, Перу, которое носили в виде связанных крупных нитей с бусами из маленьких косточек, белых и цветных.
Как сообщает историк Сьеса де Леон: «На своих лицах они носят восхитительные золотые украшения, и некоторые очень маленькие, которые называют алая Чакира, задорого и успешно продававшиеся [обменивавшиеся]. И в других провинциях я видел, что эта чакира так ценилась, что за неё давали достаточно много золота. В провинции Кимбая (где расположен город Картаго) отдельные касики и начальники давали за неё маршалу Хорхе Робледо более 1500 песо за неполный фунт весу. А в то время за 3 или 4 прозрачных алмаза давали и 200 и 300 песо», «на головах они носят короны из очень маленьких бусинок, называемые „чакира“, одни из серебра, другие из кожи тигра или льва», «они одевались в свои накидки и рубашки, и носили на головах свои украшения, округлой формы, сделанные из шерсти, а иногда из серебра или золота, или из очень маленьких бусинок, как я говорил, называющихся чакира».